# Синеозёрный массив
Синеозёрный масси́в (укр. Синьоозе́рний маси́в) — жилой массив в Подольском районе Киева, построенный по проекту архитектора Эдуарда Бильского.

## География
Расположен западнее Виноградаря. С северной и западной стороны к жилмассиву примыкает сосновый лес. Название массив получил от бессточного озера Синее, на берегу которого был построен на рубеже 1970-х — 1980-х годов.

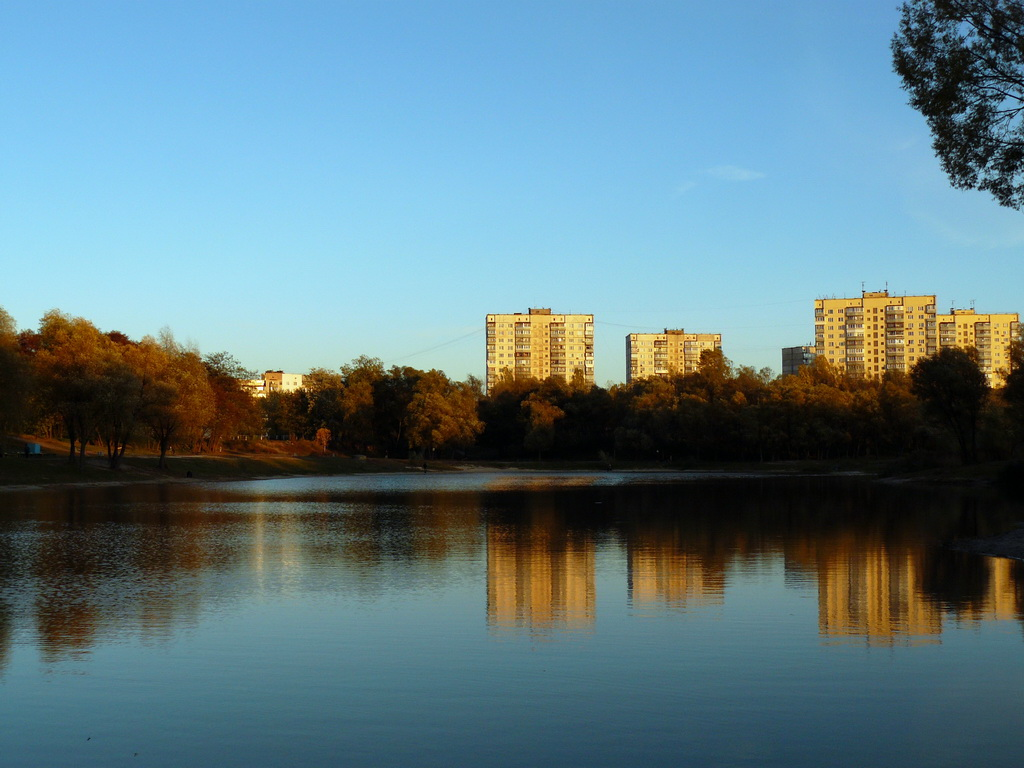
Синее озеро и Синеозёрный массив

Застройка осуществлялась с 1981 года. Массив застроен 16-этажными точечными крупнопанельными и 6-, 7-, 8-, 9-этажными кирпичными жилыми домами с криволинейными очертаниями в плане. Здесь имеются специализированная гимназия с углублённым изучением иностранных языков, детский сад-ясли, торговый центр, а у озера — пляж и водно-спортивный комплекс. В южной части массива расположены гаражные кооперативы.
Ближайшие к массиву станции Киевского метрополитена — «Сырец» и «Нивки». В перспективе планируется постройка станции «Синеозёрная» Сырецко-Печерской линии, которая будет расположена поблизости на пересечении проспекта Правды и проспекта Георгия Гонгадзе.